# Erich Frommhagen
Erich Frommhagen (ur. 27 lutego 1912 w Salzwedel, zm. 17 marca 1945) – zbrodniarz nazistowski, członek załogi niemieckich obozów koncentracyjnych Neuengamme i Auschwitz-Birkenau oraz SS-Hauptsturmführer. 
Członek NSDAP od 1 maja 1927 (nr legitymacji partyjnej 4330301) i SS od maja 1933 (nr identyfikacyjny 73754). W latach 1938–1939 pełnił służbę w jednostkach SS w Brandenbergu, skąd przeniesiono go do gdańskiej Heimwehry. W początkach 1940 został adiutantem komendanta obozu w Neuengamme. Następnie sprawował identyczne stanowisko w Auschwitz od 1 listopada 1940 do 1 listopada 1941. W latach 1942–1945 walczył na froncie w ramach 3 Dywizji SS-Totenkopf (między innymi w jednostkach grenadierów pancernych). Zginął w akcji 17 marca 1945.